# Condensare Ullmann
Condensarea Ullmann este o reacție organică de conversie a halogenurilor de acil la derivați funcționali de aril, precum eteri, tioeteri, nitrili și amine.

## Sinteza eterilor de aril
Metoda clasică de condensare Ullmann duce la formarea eterilor de aril și este un tip de cuplare C-O. Un exemplu ilustrativ este obținerea p-nitrofenil-fenileterului din 4-cloronitrobenzen și fenol:
Reacțiile moderne de arilare folosesc pe post de catalizator cupru solubil.

## Sinteza aminelor aromatice
Un alt tip de condensare Ullmann duce la formarea aminelor aromatice și este un tip de cuplare C-N. Acest tip poartă numele de reacție Goldberg, iar un exemplu este sinteza acidului fenamic, care este un intermediar în sinteza acridonei:
Iodurile de aril (derivații de iodobenzen) sunt agenții de arilare preferați.